# Torre scalare

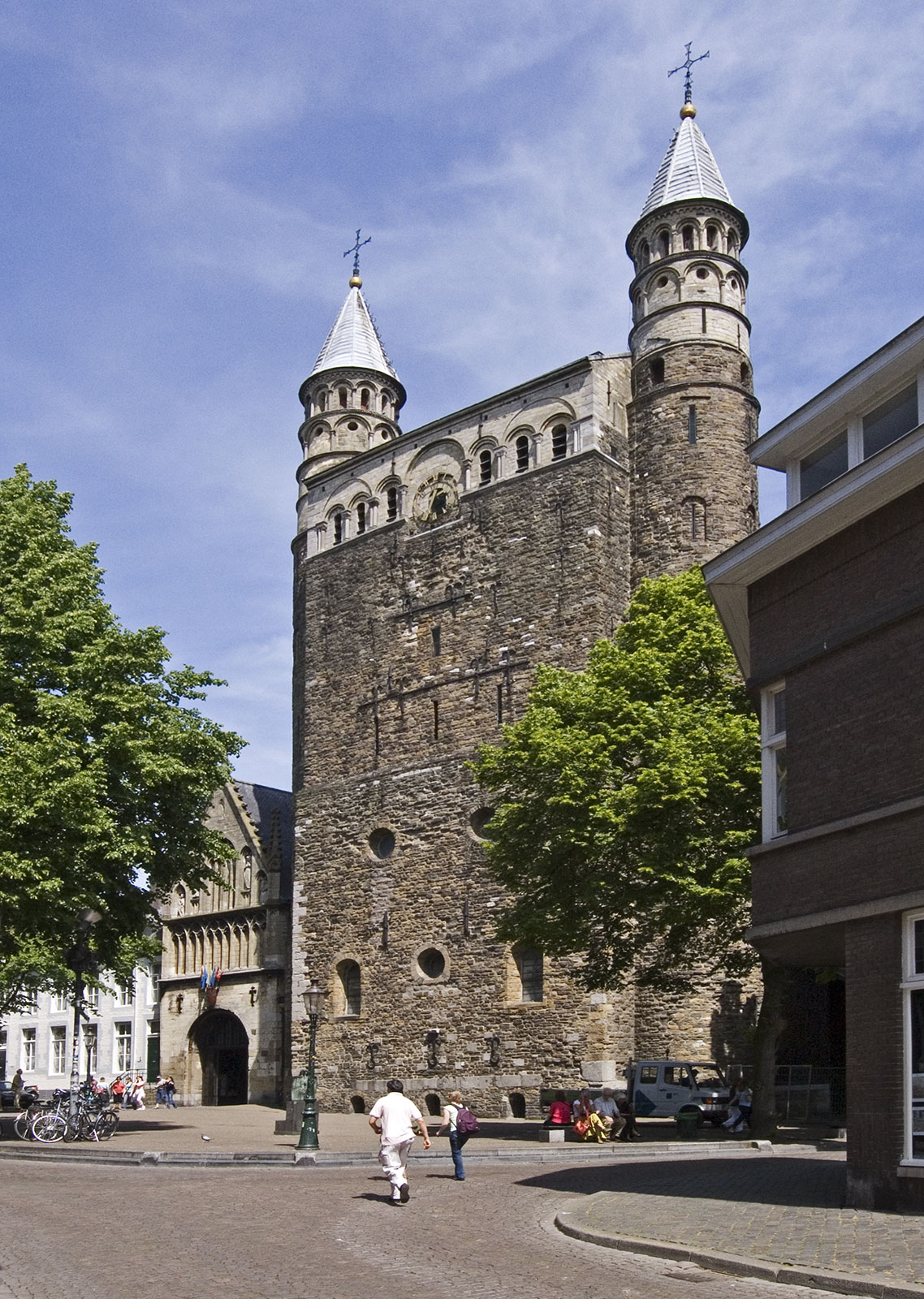
Westwerk con torri scalari a Maastricht (nei Paesi Bassi), Liebfrauenkirche

Una torre scalare è una torre che contiene scale.
Le torri scalari vennero usate soprattutto nell'architettura religiosa in area germanica a partire dall'VIII secolo e IX secolo (epoca carolingia). Venivano usate per raggiungere i matronei, affacciati sulla navata centrale dal primo piano delle navate laterali, e scenograficamente collocate a coppia ai lati del cosiddetto westwerk (corpo occidentale), un edificio addossato sul lato ovest (entrata principale) delle chiese più importanti e antesignano delle facciate. L'abside con l'altare maggiore era infatti di norma collocata a est.
Col tempo le torri scalari iniziarono ad avere un'altezza maggiore del corpo della chiesa per fini decorativi. La tipologia venne ripresa in Francia o nel nord Italia, in ambiente lombardo, nel periodo romanico (per esempio alla basilica di Sant'Ambrogio di Milano) e divennero il modello per le torri campanarie.